# گرگ آرمبروستر
گرگ آرمبروستر (نام علمی: Canis armbrusteri) نام یک گونه از سرده سگ است.